# Ribera (Creciente)
Ribera (oficialmente Santa Mariña de Ribeira) es una parroquia española del municipio de Creciente, perteneciente a la provincia de Pontevedra, en la comunidad autónoma de Galicia. En 2023, tenía empadronados 270 habitantes.